# Xavier Moyssén Echeverría
Xavier Moyssén Echeverría (Morelia, 27 de octubre de 1924-Ciudad de México, 3 de julio de 2001) fue un historiador del arte mexicano.

## Biografía
Nacido y criado en Toluca, se mudó a la Ciudad de México, donde terminó la Escuela Nacional Preparatoria, antes de estudiar historia en la Facultad de Filosofía y Letras de la Universidad Nacional Autónoma de México (UNAM). Obteniendo más tarde una maestría en historia del arte.
Posteriormente se incorporó al Instituto de Investigaciones Estéticas de la UNAM, donde impartió clases de historia de la literatura mexicana e iberoamericana. En 1965 recibió una cátedra de arte moderno y contemporáneo en la Facultad de Filosofía y Letras de la UNAM. Desde 1971 también estuvo activo en el Seminario de Arte Contemporáneo.
Estudió principalmente arte hispánico moderno y arte del siglo XX. Fue miembro de la comisión de preservación del CONACULTA y miembro honorario de la Academia de Artes de México.